# Port-Arthur et Kenora
Pour les articles homonymes, voir Port Arthur.
Port-Arthur et Kenora fut une circonscription électorale fédérale de l'Ontario, représentée de 1917 à 1925.
La circonscription de Port-Arthur et Kenora a été créée en 1914 d'une partie de Thunder-Bay et Rainy-River. Abolie en 1924, elle fut redistribuée parmi Kenora—Rainy River et Port Arthur—Thunder Bay.

## Géographie
En 1914, la circonscription de Port-Arthur et Kenora comprenait:
- Les territoires des districts de Thunder Bay, Kenora et Rainy River, excluant les parties comprises dans Fort-William et Rainy-River
- Le district de Patricia

## Députés
1. 1917-1921 — Francis Henry Keefer, CON
2. 1921-1925 — Dougald Kennedy, PPC

- CON = Parti conservateur du Canada (ancien)
- PPC = Parti progressiste du Canada